# カール・エッカート

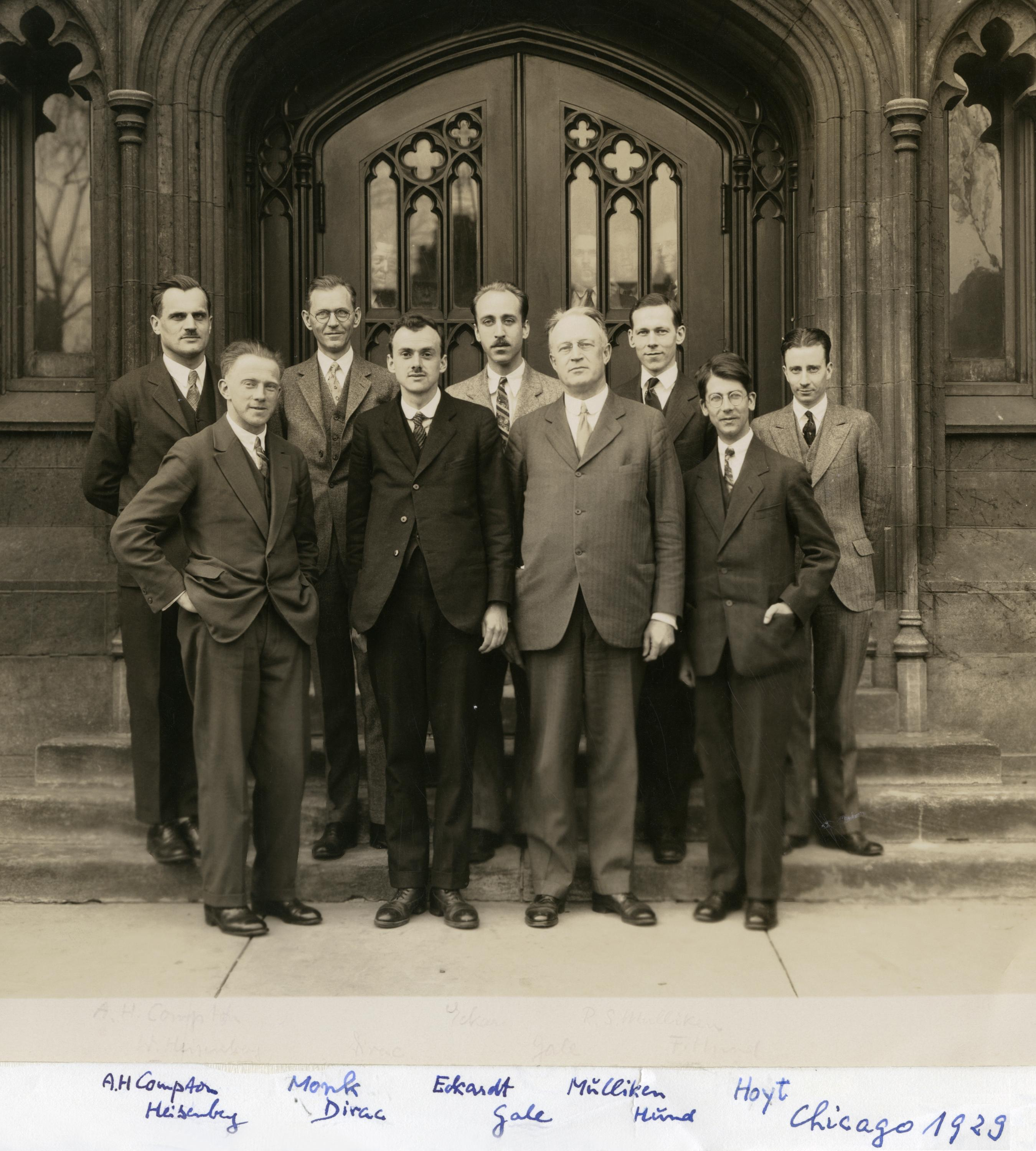
左からアーサー・コンプトン、ヴェルナー・ハイゼンベルク、ジョージ・マンク、ポール・ディラック、カール・エッカート、ヘンリー・ゲイル、ロバート・マリケン、フリードリッヒ・フント、フランク・ホイト。シカゴにて、1929年。

カール・ヘンリー・エッカート（Carl Henry Eckart、1902年5月4日 - 1973年10月23日）は、アメリカ合衆国の物理学者、海洋物理学者、地球物理学者である。
ウィグナー＝エッカートの定理を共同開発し、量子力学のエッカート条件と線形代数のエッカート＝ヤングの定理でも知られている。

## 若年期と教育
エッカートはミズーリ州セントルイスで生まれた。1919年にセントルイス・ワシントン大学に入学し、そこで理学士号、理学修士号を取得した。物理学の教員で後に学長となったアーサー・コンプトンの影響で、エッカートはプリンストン大学で物理学の教育を受けたいと考えるようになり、1923年にエジソンランプ・ワークスリサーチ・フェローシップに参加した。エッカートは1925年にプリンストン大学で博士号を取得した。
大学院での研究中に、エッカートはアーサー・コンプトンの兄のカール・コンプトンと、低電圧アーク、特に低電圧場に対する電子の拡散で発生する振動現象に関する論文を共同執筆した。エッカートは、博士号を取得した後も、1925年から1927年までカリフォルニア工科大学での全米研究評議会フェローシップでこの一連の研究を続けた。
ゲッチンゲン大学理論物理学研究所の所長であり、ヴェルナー・ハイゼンベルクと量子力学の行列力学定式化を共同で開発したマックス・ボルンは、1925年の冬にカリフォルニア工科大学に来て、自身の研究について講演した。ボルンの講義をきっかけに、エッカートは、量子力学の一般的な演算子形式の可能性を調査し始めた。1926年初頭から開始して、エッカートは形式主義を発展させた。
エルヴィン・シュレーディンガーの量子力学の波動力学定式化に関する4つのシリーズの最初の論文が1月に発表されたとき、エッカートはすぐに量子力学の行列定式化と波動方程式が同等であることに気づいた。エッカートは米国科学アカデミー紀要に掲載するために論文を提出した。しかし、それは1926年5月31日に伝達され、同等性に関するシュレーディンガーの論文は1926年3月18日に受け取られ、その実現の功績が認められた。
1927年、エッカートはグッゲンハイム奨学金を受けて、量子力学研究の3つの主要な中心の1つであるミュンヘン大学でアーノルド・ゾンマーフェルトとともに博士研究員を務めた。他の2つは、マックス・ボルンのゲッティンゲン大学とニールス・ボーアのコペンハーゲン大学である。また、このときのミュンヘンには、ルドルフ・パイエルス、エドウィン・C・ケンブル、ウィリアム・V・ヒューストンもいた。ミュンヘンでエッカートは、シュレーディンガー方程式を使用した単純な発振器の量子力学的振る舞いと、量子力学の行列定式化に関連する演算子法に取り組んだ。また、フェルミ統計を使用して電子の理論と金属の伝導率に自身の研究を適用し、ゾンマーフェルト、ヒューストンとともに論文を共同執筆した。

## キャリア

### シカゴ大学
1928年にアメリカに戻ったエッカートは、シカゴ大学物理学部の助教授に任命され、そこでさらに14年間量子力学の研究を続けた。注目に値するのは、1926年にゾンマーフェルトの下で博士号を取得したヘルムート・ホンルと共著の論文である。この論文は、量子力学の基礎について、単原子系の量子力学における群論の役割と、ヴェルナー・ハイゼンベルクとユージン・ウィグナーの核理論の比較を扱った。この期間中に、エッカートはウィグナー＝エッカートの定理の定式化を開発した。これは、シュレディンガー方程式に適用される対称変換グループと、エネルギー、運動量、および角運動量の保存の法則との間のリンクである。この定理は、分光法で特に役立つ。エッカートは、F・C・ホイトとともに、量子力学の物理原理に関するハイゼンベルクの本を翻訳した 。 1934年中、エッカートはニュージャージーのプリンストン高等研究所でサバティカルをとった。1952年中と1960年中でも同様である。この期間中に、エッカートはゲイル・J・ヤングとともに、エッカート＝ヤングの定理の証明を公開した。これは、特定の行列の下位の行列による最小二乗近似の問題を解決するものである。 
1938年12月、ドイツでオットー・ハーンとフリッツ・シュトラスマンがウランの核分裂の実験を行った。彼らは、同年7月にドイツから亡命した元同僚のリーゼ・マイトナーに結果を伝えた。1939年1月、マイトナーと甥のオットー・ロベルト・フリッシュは、実験結果をウランの核分裂として正しく解釈した。核分裂発見のニュースは非常に急速に広まった。これにより、ヨーロッパでの戦争の脅威により、レオ・シラードなど多くの人が、ドイツが核兵器を開発することへの不安を引き起こした。シラードがアルベルト・アインシュタインと2回会談をした結果、アインシュタインは8月にフランクリン・ルーズベルト大統領に宛てたアインシュタイン＝シラードの手紙に署名した。同年9月にヨーロッパで第二次世界大戦が始まった。この手紙は、経済学者で銀行家のアレクサンダー・ザックスによって10月にルーズベルト大統領に届けられた。その手紙に応えて、その月にウラン委員会が結成された。委員会内にはトピックごとに分科会が編成された。エンリコ・フェルミが議長を務める理論的側面の分科会はシカゴ大学にあり、エッカートはそのメンバーだった。しかし、1941年、エッカートは反原爆の立場により委員会を脱退した。この期間中のエッカートの業績で注目すべきものは、不可逆プロセスの熱力学に関する論文である。 

### カリフォルニア大学サンディエゴ校
1941年12月にアメリカ合衆国が第二次世界大戦に参戦したことにより、アメリカの科学界が戦争遂行に参加するインセンティブが高まった。枢軸国の潜水艦が連合国の海運に大きな打撃を与えており、アメリカ海軍は大学の科学者に対して、潜水艦の光学的または音響的検出についての研究を依頼した。新しく設立されたカリフォルニア大学戦争研究部門の部門長であるB.O. Knudsenとさの同僚のL. P. Delsassoは、エッカートに助けを求めた。シカゴ大学で准教授となっていたエッカートは、この問題に取り組むためにシカゴ大学を離れ、カリフォルニア大学に移った。エッカートはそれから31年間、カリフォルニアに滞在することになる。エッカートは、1942年から1946年まで、戦争研究部門の副部門長を務めた。
1946年、エッカートはシカゴ大学での職を正式に辞任し、カリフォルニア大学サンディエゴ校(UCSD)のスクリップス海洋研究所で地球物理学の教授になり、1971年までその地位にあった。同年、カリフォルニア大学海洋物理学研究所(MPL)の初代所長にも就任した。MPLは、エッカート、ロジャー・レヴェル、および海軍のロウソン・ベネット提督によって設立され、学界と海軍の両方に関係のある地球物理学に関する研究を行っている。1948年、MPLはスクリップス海洋研究所の一部門となり、エッカートは1950年までスクリップス海洋研究所の4代目所長を務めた。エッカートは理論的な流体力学的演習を水の実際の物理的特性に関連付けることで地球物理学に貢献した。その後の数十年間で、エッカートは海洋と大気の熱層、海の音の伝達、乱気流、大気と海の相互作用、表面の生成と構造、および内部の海洋波について研究し、本を執筆した。
第二次世界大戦後、エッカートは水中探知に関する自身や他の研究者の研究をまとめ、1946年にPrinciples and Applications of Underwater Sound（水中音の原理と応用）という機密文書を作成した。これは1954年に機密解除され、1968年に再版された。この本は、この分野の標準リファレンスとなっている。
1957年から1959年まで、エッカートはジョンズ・ホプキンス大学応用物理研究所の応用数学と力学に関するシリーズの編集諮問委員を務めた。1959年から1970年まで、ジェネラル・ダイナミクスやランド研究所などの企業のコンサルタントも務めていた。
1965年から1967年まで、UCSDの学務担当副学長を務めた。その後、1967年から1968年までカリフォルニア大学に勤務し、12の加盟大学で構成される国防総省へ研究と助言を行うための国防分析研究所の代表代行を務めた。
エッカートは、数学者ジョン・フォン・ノイマンの死後に、その著作物の出版に貢献した。

## 私生活
エッカートは1926年にエディス・ルイーズ・フレイジー(Edith Louise Frazee)と結婚し、1948年に離婚した。1958年に、数学者ジョン・フォン・ノイマンの未亡人であるクララ・ダン・フォン・ノイマンと結婚し、カリフォルニア州ラホヤに移った。クララは1963年に溺死事故で亡くなったが、検死官は自殺と断定した。
エッカートは1973年にラホヤで亡くなった。

## 受賞歴
- 1948年 – ハリー・S・トルーマン大統領より褒状
- 1952年 – 米国科学アカデミー会員に選出
- 1966年 – アレキザンダー・アガシー・メダル（海洋物理学への貢献に対して）
- 1972年 – ウィリアム・ボウイ・メダル（基本的な地球物理学への顕著な貢献に対して）

## 書籍
- Werner Heisenberg, Translated by Carl Eckart and F. C. Hoyt The Physical Principles of the Quantum Theory (Dover, 1930)
- Carl Eckart and others. Principles and Applications of Underwater Sound (NRDC, 1946). Originally a classified document and published as a Summary Technical Report of Division 6, NDRC Volume 7, Washington, D.C., 1946. Declassified and distributed September 7, 1954. Reprinted and redistributed by Department of the Navy Headquarters Naval Material Command, Washington, D.C., 1968.[3][19]
- Carl Eckart Hydrodynamics of Oceans and Atmospheres (Pergamon Press, 1960)[20]

## 主な論文
- Carl Eckart The Solution of the Problem of the Simple Oscillator by a Combination of the Schrödinger and the Lanczos Theories, Proceedings of the National Academy of Sciences of the United States of America 12 473-476 (1926). Submitted 31 May 1926. doi:10.1073/pnas.12.7.473
- Carl Eckart (National Research Fellow) Operator Calculus and the Solution of the Equations of Quantum Dynamics, Phys. Rev. 28 (4) 711 - 726 (1926).  California Institute of Technology.  Received 7 June 1926. doi:10.1103/PhysRev.28.711
- A. Sommerfeld, W. V. Houston, and C. Eckart, Zeits. f. Physik 47, 1 (1928)
- Carl Eckart The Application of Group theory to the Quantum Dynamics of Monatomic Systems, Rev. Mod. Phys. 2 (3) 305 - 380 (1930). University of Chicago. doi:10.1103/RevModPhys.2.305
- Carl Eckart, Some Studies Concerning Rotating Axes and Polyatomic Molecules, Physical Review 47 552-558 (1935). doi:10.1103/PhysRev.47.552
- Carl Eckart The Approximate Solution of One-Dimensional Wave Equations, Rev. Mod. Phys. 20 (2) 399 - 417 (1948). University of California, Marine Physical Laboratory, San Diego, California. doi:10.1103/RevModPhys.20.399